# Delmore Schwartz
Delmore Schwartz, né le 8 décembre 1913 à Brooklyn et mort le 11 juillet 1966 à New York, est un poète et un écrivain américain. 

## Parcours
Né dans une famille juive originaire de Roumanie et relativement aisée, Schwartz entame de brillantes études universitaires et sort diplômé en 1935 de l'Université de New York, cursus qu'il poursuit ensuite à Harvard dans le département de philosophie dirigé par Alfred North Whitehead.
Il écrit alors une nouvelle poétique inspirée en partie du divorce de ses parents et qui reste son œuvre majeure, In Dreams Begin Responsibilities, qui sera publiée en 1937 dans Partisan Review puis reprise, accompagnée de poèmes, dans le recueil auquel elle donne son nom, publié en 1938. Par la suite, T.S. Eliot, William Carlos Williams, et Ezra Pound s'intéressèrent à l'écriture novatrice de Delmore Schwartz, qui est à peine âgé de 25 ans.
En 1937, il se marie avec Gertrude Buckman, critique à la Partisan Review ; le couple divorce en 1943. 
Durant vingt ans, Delmore Schwartz ne cesse de publier des nouvelles et des poèmes dans différentes revues. En 1948, il se marie avec une jeune romancière, Elizabeth Pollet, dont il divorce quelques années plus tard.
Au milieu des années 1950, alors qu'il dirige plusieurs séries d'ateliers d'écriture dans divers établissements, il devient le mentor de Lou Reed, lequel lui dédie la chanson European Son (1966), interprétée une première fois par le Velvet Underground dans l'album The Velvet Underground and Nico. Lou Reed lui dédie également une autre chanson My house dans son album  The Blue Mask, sorti en 1982. 
En 1959, il est le plus jeune auteur américain à se voir décerner le Bollingen Prize.
Au début des années 1960, Schwartz sombre dans l'alcoolisme et une forme aggravée de dépression, vivant reclus dans un hôtel à Manhattan. Le roman Le Don de Humboldt (1975) de Saul Bellow s'inspire en grande partie des derniers jours de Schwartz.

## Œuvre
- In Dreams Begin Responsibilities (1938)
- Shenandoah (1941)
- Genesis (1943)
- World is a Wedding (1948)
- Vaudeville for a Princess and Other Poems (1950)
- Summer Knowledge: New and Selected Poems (1959)
- Successful Love and Other Stories (1961)

## Traductions en français
- Le monde est un mariage, trad. Daniel Bismuth, Editions du Rocher, 1991 (coll. Motifs, 2006)
- Hôtel Delmore : chroniques, trad. et présentées par Véronique Béghain, Éd. Ombres, 1992
- Screeno, tr. par Daniel Bismuth, Éditions du Rocher, 2002
- Le monde est un mariage, traduit par Daniel Bismuth, le Serpent à plumes, 2006
- L'enfant est la clef de cette vie[2] (6 nouvelles : L'enfant est la clef de cette vie, La Collation des grades, Une mauvaise farce, Le Fabuleux Billet de vingt, La Rencontre athlétique et Les Statues), tr. par Daniel Bismuth, Éditions du Rocher, 2002 (coll. Motifs, 2007)  (ISBN 978-2-26806-103-0)
- Dans les rêves, tr. par Daniel Bismuth, Rivages, 2022  (ISBN 978-2-7436-5780-2)